# Mahamat Ali Abdallah Nassour
Mahamat Ali Abdallah Nassour, issu de la famille Kiregou, né le 2 janvier 1960 à Kouba, à 25 km d'Iriba au Tchad et mort à Saint-Cloud le 12 mai 2015, est un homme politique et ancien général de l'armée tchadienne, membre du Conseil permanent des fondateurs du Mouvement patriotique du Salut et ministre de l'Hydraulique urbaine et rurale du Tchad.

## Biographie
Après une licence en droit public, Mahamat Nassour poursuit ses études par un DEA en sciences politiques, option stratégie et géopolitique à l'université Paris 8, école doctorale en géopolitique à l'université Sorbonne Paris 1.
En 1990, il est secrétaire d'État aux Relations extérieures, puis occupe pendant deux ans (1991-1992) le poste de chef d'état-major général des armées. De 1994 à 1999, il est ambassadeur du Tchad en France, en Italie, en Espagne, en Suisse, au Maroc, au Portugal et auprès du Saint Siège et de la FAO.
Nommé préfet en 1999, il enchaîne les ministères à partir de 2002 : ministère de la Sécurité publique et de l’Immigration, puis du Commerce, de l’Industrie et de l’Artisanat, ministre de l’Administration du Territoire (après un poste de conseiller spécial du président de la République en 2003-2005), ministre d’État, ministre des Mines et de l’Énergie ; en 2008, un passage au ministère d’État chargé de la Défense nationale, puis au ministère de l’Élevage et des Ressources animales. En 2009, il est ministre des Mines et de la Géologie puis conseiller spécial du président de la République et ministre de l'Hydraulique urbaine et rurale.
Il est, par ailleurs, membre fondateur du Mouvement patriotique du salut (MPS) et du bureau politique, secrétaire général, premier adjoint du MPS, chargé de l’administration du parti.

## Distinctions honorifiques
- Officier de l’ordre de Mérite militaire avec palme d’or
- Officier de l'ordre national du Mérite français
- Grand-croix de l'ordre national du Tchad